# Grangöl
Grangöl är en sjö i Oskarshamns kommun i Småland och ingår i Marströmmen-Viråns kustområde. Sjöns area är 0,031 kvadratkilometer och den är belägen 25 meter över havet.